# چولوکاناس
چلوکانانز (به اسپانیایی: Chulucanas) یک منطقهٔ مسکونی در پرو است که در منطقه پیورا واقع شده‌است. چلوکانانز ۸۲٬۵۲۱ نفر جمعیت دارد و ۹۲ متر بالاتر از سطح دریا واقع شده‌است.